# 23.ª Divisão de Infantaria (Alemanha)
A 23ª Divisão de Infantaria (em alemão:23. Infanterie-Division) foi uma divisão de infantaria da Alemanha que serviu durante a Segunda Guerra Mundial. A divisão foi formada no dia 15 de Outubro de 1935 em Potsdam.
No mês de Junho de 1942 a divisão foi enviada para a região de Amiens, França, onde foi absorvida pela 26ª Divisão Panzer.
A divisão foi reformada no dia 23 de Outubro de 1942, a partir de partes de sua antiga formação, lutando assim até o término do conflito.

## Comandantes
| Comandante                                                  | Data                                            |
| ----------------------------------------------------------- | ----------------------------------------------- |
| Generalleutnant Ernst Busch                                 | 15 de Outubro de 1935 - 1 de Março de 1938      |
| General der Infanterie Walter Graf von Brockdorff-Ahlefeldt | 1 de Março de 1938 - 1 de Junho de 1940         |
| Generalleutnant Heinz Hellmich                              | 1 de Junho de 1940 - 17 de Janeiro de 1942      |
| Generalleutnant Kurt Badinski                               | 17 de Janeiro de 1942 - 9 de Julho de 1942      |
| Generalmajor Friedrich von Schellwitz                       | 15 de Novembro de 1942 - ? Agosto de 1943       |
| General der Artillerie Horst von Mellenthin                 | ? Agosto de 1943 - 1 de Setembro de 1943        |
| Generalleutnant Paul Gurran                                 | 1 de Setembro de 1943 - 22 de Fevereiro de 1944 |
| Generalleutnant Walter Chales de Beaulieu                   | 22 de Fevereiro de 1944 - 1 de Agosto de 1944   |
| Generalleutnant Hans Schirmer                               | 1 de Agosto de 1944 - 8 de Maio de 1945         |

## Área de Operações
| Polônia                        | Setembro de 1939 - Maio de 1940     |
| França                         | Maio de 1940 - Junho de 1941        |
| Frente Oriental, setor central | Junho de 1941 - Julho de 1942       |
| Alemanha                       | Novembro de 1942 - Janeiro de 1943  |
| Frente Oriental, setor norte   | Janeiro de 1943 - Outubro de 1943   |
| Frente Oriental, setor central | Outubro de 1943 - Fevereiro de 1944 |
| Frente Oriental, setor norte   | Fevereiro de 1944 - Janeiro de 1945 |
| Prússia Orietnal               | Janeiro de 1945 - Maio de 1945      |

## Ordem da Batalha

### 1939
- Infanterie-Regiment 9
- Infanterie-Regiment 67
- Infanterie-Regiment 68
- Aufklärungs-Abteilung 23
- Artillerie-Regiment 23
  - I. Abteilung
  - II. Abteilung
  - III. Abteilung
  - I./Artillerie-Regiment 59 (1)
- Beobachtungs-Abteilung 23 (2)
- Pionier-Bataillon 23
- Panzerabwehr-Abteilung 23
- Nachrichten-Abteilung 23
- Feldersatz-Bataillon 23
- Versorgungseinheiten 23

### 1942
- Grenadier-Regiment 9
- Grenadier-Regiment 67
- Füsilier-Regiment 68
- Radfahr-Abteilung 23
- Artillerie-Regiment 23
  - I. Abteilung
  - II. Abteilung
  - III. Abteilung
  - IV. Abteilung
- Pionier-Bataillon 23
- Panzerjäger-Abteilung 23
- Nachrichten-Abteilung 23
- Feldersatz-Bataillon 23
- Versorgungseinheiten 23

### 1943-1945
- Grenadier-Regiment 9 (3)
- Grenadier-Regiment 67
- Füsilier-Regiment 68
- Füsilier-Bataillon 23
- Artillerie-Regiment 23
  - I. Abteilung
  - II. Abteilung
  - III. Abteilung
  - IV. Abteilung
- Pionier-Bataillon 23
- Panzerjäger-Abteilung 23
- Nachrichten-Abteilung 23
- Feldersatz-Bataillon 23
- Versorgungseinheiten 23